# Nef'i
Pour les articles homonymes, voir Nef’i.
Nefʿi (نفعى) est le nom de plume du poète et satiriste ottoman dont le véritable nom est Omar (عمر). Il est aussi connu sous le nom de Nef’i d’Erzurum. Il naît à Hasankale vers 1572 et meurt à Constantinople en 1635. Il est considéré comme un des plus grands poètes classiques ottomans et il est l'un des satiristes et panégyristes les plus célèbres de la littérature turque ottomane.

## Biographie

### Enfance
Nef’i naît aux environs de 1572, à Hasankale dans la province d’Erzurum, dans l’est de la Turquie, sous le règne de Selim II. Fils de Mehmet Bey et petit-fils de l’ancien gouverneur du sandjak ottoman de Pasin, Mirza Ali Paşa, il appartient à une famille d’élite. Son père est aussi poète et il lui a probablement transmis l’amour de la poésie. Même s’il est né en région rurale, Omar reçoit une bonne éducation et il apprend l’arabe et le persan avancés. Il crée ses premiers poèmes alors qu’il est encore à l’école. Pendant que la famille de Nef’i vit très modestement, son père mène une vie prospère en Crimée auprès du khan, occupant le poste de courtier. Nef’i lui reprochera plus tard dans une qasida. Son premier nom de plume est « Zarrî » qui veut dire « dommageable ». Il le changera pour « Nef’i » signifiant « lié au bénéfice » sous le conseil de Moustafa Ali de Gelibolu.

### Âge adulte
Pendant qu’il est toujours en Anatolie, Nef’i fait la rencontre de Gelibolulu Mustafa Ali  qui, constatant son talent, le ramène avec lui dans la capitale ottomane Constantinople et ce, avant 1606. Nef’i travaille dans la bureaucratie et occupe diverses fonctions, dont secrétaire et contrôleur des mines,.
Bien qu’il occupe des postes subalternes au sein de l’administration de l’état dès Ahmed Ier, sa principale vocation est la poésie et ses qasidas élogieuses envers les sultans et les grands vizirs sont parmi des oeuvres les plus remarquables qui  contribuent à le faire connaître. Il devient même une figure de la période anarchique dans laquelle la capitale est plongée, en contribuant avec ses satires et il fait partie d’un  cercle littéraire  —  du moins dans ses débuts —  dont le poète et calligraphe Cevrî (Ibrâhîm Çelebi) est le centre,.
Pendant toutes ces années passées dans la capitale, Nef’i tente de gagner les faveurs des sultans Ahmed Ier, Moustafa Ier et Osman II en leur offrant des qasidas et des ghazals mais sans succès. Ce n’est qu’avec l’accession au trône de Mourad IV (1623–1640), lui-même un poète, que son talent est reconnu et qu’il obtient les faveurs de la cour. Protégé de ce sultan qui apprécie sa poésie, il profite d’une pension et des largesses de Mourad IV qui le nomme successivement administrateur à Edirne puis comptable des impôts à Constantinople,. Nef’i devient célèbre comme panégyriste et satiriste. C’est un homme libre qui ne se restreint pas dans ses pensées ni dans sa poésie. Même si Nef’i écrit des poèmes favorables au sujet du sultan, de la noblesse et des administrateurs qu’il estime, il ne s’abstient pas d’orienter ses satires vers les gens qu’il n’apprécie pas dont certains poètes, érudits, et bureaucrates.
En plus d’être irrévérencieuse, sa plume peut être violente, vulgaire voire obscène, ce qui lui attire de nombreux ennemis, dont plusieurs personnes occupant de hauts postes parce qu’elles sont les sujets des satires. Ces dernières répandent des rumeurs à son sujet et lorsque Mourad IV lit le recueil de satires Les Flèches du Destin (Siham-ı Kaza) de Nef’i, il interdit au poète d’écrire d’autres satires. Il le congédie de sa position et l’envoie en exil à Edirne. Nef’i écrit alors une qasida adressée au sultan, exprimant son repentir d’avoir écrit des satires :

« À partir de ce jour, je promets de ne jamais satiriser personne, sauf
Avec votre permission, je satiriserais le destin discordant.
Car il m'a éloigné du sanctuaire de la cour de ma fortune.
Comment ne pas satiriser un être aussi cruel et traître ?. »

— Nef’i (p. 184)
Après avoir reçu son pardon du sultan, Nef’i retourne à Constantinople où il occupe un poste de comptable pour la djizîa . Mais, Hef’i fait partie des poètes qui critiquent les événements de cette époque et, malgré ses promesses faites au sultan, il continue à écrire des satires virulentes visant, entre autres, le caïmacan d’Constantinople, Bayram Pacha. Ces satires le conduisent à sa fin tragique. Certaines versions disent que Nef’i fut exécuté suivant les ordres du sultan, d’autres disent plutôt que c’est suivant ceux de Bayram Pacha. Quoi qu’il en soit, le 27 janvier 1635, Nef’i est étranglé avec un nœud coulant dans le bois du palais à Constantinople et son corps est jeté à la mer.
De nombreux livres, thèses de maîtrise et de doctorat, articles de journaux et d’encyclopédie ont été écrits sur Nef’i p. 1978.

## Travail poétique
La force poétique de Nef’i se retrouve autant dans ses qasidas élogieuses que dans ses satires redoutables sur la société. Il est reconnu pour la finesse de sa plume, son talent littéraire et son esprit vif. Il possède un vocabulaire riche et introduit de nouveaux mots persans dans la langue turque. Son oeuvre peut être divisée comme suit : louange, autolouange et satire (p. 183).
De fait, Nef’i « n'a pas seulement reflété indirectement dans ses œuvres et sa vie les turbulences de l'Empire ottoman des XVIe et XVIIe siècles ou l’état social des affaires passant d'unipolaire à multipolaire, mais sa poésie est également reconnue comme le sommet de la poésie ottomane et persane qui l'a précédé,. ».

### Les influences
Décrit comme un « aristocrate des provinces anatoliennes orientales qui était un outsider à la capitale ottomane », Nef’i remet en question le style poétique courtois en vogue au milieu du 17e siècle. Il prend comme modèle le poète Orfi (1555–1591) qui utilise le style indo-persan de la cour moghole du nord de l’Inde et il intègre ces caractéristiques à son propre travail. Et il cherche à utiliser un nouveau langage ce qu’il réussit en général à faire.

### Satire
Nef’i est reconnu par plusieurs spécialistes comme l’auteur satirique le plus important de la littérature turque. Les critiques acerbes qu’il lance contre les institutions politiques entre autres sont caustiques. Dans ses poèmes, il s’attaque aux scientifiques, aux hommes d’État, aux artistes et même à son père. Il utilise parfois des mots vulgaires voire grossiers. C’est ainsi que le grand vizir Gürcü Mehmed Pacha subit la plume incisive et irrévérencieuse du poète : 

« Le cochon géorgien de Samsun, le chien

Qui es-tu, toi, le gardien du monde, le chien. »

— Nef’i.

### Qasida
Nef’i est le maître de la qasida ottomane. Ses qasidas élogieuses regorgent d’images, d’hyperboles et reflètent son esprit créatif. Sa plume est vivace, son talent est remarquable et sa langue est riche et harmonieuse (p. 1979). Son célèbre divan, ou recueil de poèmes, contient de nombreux exemples de son style poétique éloquent.

## Œuvres
- Farsça Divan (Divan en persan); collection de poèmes écrits en persan.
- Münşeat (Correspondance); compilation de lettres ou de correspondances par des figures importantes.
- Siham-ı Kaza (Flèches du destin); critiques sociales aiguës utilisant la satire comme mode d’expression. C’est une des oeuvres les plus célèbres dans le genre satirique de la littérature turque[13]. Ce recueil commence avec un poème acerbe contre son père qui a abandonné sa famille. D’autres personnes visées sont décrites comme des chiens, des cochons, des ânes, des traîtres, etc.[13]
- Tuhfetü’l-uşşak  (Le cadeau des amoureux); c’est une longue qasida en persan.
- Türkçe Divan (Divan en turc); collection de poèmes écrits en turc caractérisée par le style de la poésie turque classique[9] (p. 1979).